# Hugh Hennesy
Hugh Patridge Hennesy (12 janvier 1891, dans l'Ohio - 14 mars 1954, dans la vallée de la Mort en Californie) était un artiste de layout et directeur artistique américain. Il est principalement connu pour son travail au sein de studios Disney.

## Filmographie
- 1933 : Au pays de la berceuse, layout
- 1934 : La Cigale et la Fourmi, layout
- 1933 : Au pays de la berceuse, layout
- 1935 : Bébés d'eau, layout
- 1935 : La Fanfare, layout
- 1937 : Blanche-Neige et les Sept Nains, directeur artistique
- 1940 : Pinocchio, directeur artistique
- 1940 : Fantasia, segment La Symphonie pastorale, directeur artistique
- 1941 : Le Dragon récalcitrant, directeur artistique
- 1942 : Saludos Amigos, décors
- 1944 : Les Trois Caballeros, layout
- 1944 : La Boîte à musique, layout
- 1946 : Mélodie du Sud, directeur artistique
- 1946 : Pierre et le Loup, layout
- 1946 : Casey at the Bat, layout
- 1946 : Coquin de printemps, layout
- 1948 : Danny, le petit mouton noir, layout
- 1948 : Pecos Bill, layout
- 1948 : Mélodie Cocktail, layout
- 1949 : Le Crapaud et le Maître d'école, layout
- 1950 : Cendrillon, layout
- 1950 : Alice au pays des merveilles, layout
- 1952 : Susie, le petit coupé bleu, layout
- 1953 : Peter Pan, layout
- 1953 : Franklin et Moi, layout
- 1954 : Petit Toot, layout
- 1955 : La Belle et le Clochard, layout

Les éléments avant Blanche-Neige sont issus de Russel Merritt & J.B. Kaufman, Walt Disney's Silly Symphonies